# National Bank of Pakistan Football Club
Maillots
Le National Bank of Pakistan Football Club (en ourdou : نیشنل بینک آف پاکستان فٹ بال کلب), plus couramment abrégé en NBP FC, est un club pakistanais de football basé dans la ville de Karachi.
Le club, qui est affilié à la Banque nationale du Pakistan, évolue en Pakistan Premier League à Karachi. 

## Histoire
L'équipe joue ses matchs à domicile au Mohammadia Football Stadium de Karachi.
Le club fait ses débuts en première division pakistanaise lors de la saison 2005 et s'y maintient depuis.
Il compte deux titres à son palmarès, deux Coupes du Pakistan, remportées en 1993 et 2013. Son meilleur résultat en championnat est une 5e place, obtenue en 2007 et 2008.

## Palmarès
| Compétitions nationales |
| --- |
| - Coupe du Pakistan (2) : - Vainqueur : 1993 et 2013. - Finaliste : 1985. - Championnat du Pakistan D2 (2) : - Champion : 1993 et 2004. |

## Personnalités du club

### Présidents du club
- Nasir Ali

### Entraîneurs du club
- Syed Nasir